# Physetica parmata
Physetica parmata är en fjärilsart som beskrevs av Alfred Philpott 1926. Physetica parmata ingår i släktet Physetica och familjen nattflyn. Inga underarter finns listade i Catalogue of Life.